# Australian Championships 1938
Die 31. Australian Championships waren ein Tennis-Rasenplatzturnier der Klasse Grand Slam, das von der ILTF veranstaltet wurde. Es fand vom 21. bis 29. Januar 1938 in Adelaide, Australien statt.
Titelverteidiger im Einzel waren Vivian McGrath bei den Herren sowie Nancye Wynne bei den Damen. Im Herrendoppel waren Adrian Quist und Donald Turnbull, im Damendoppel Thelma Coyne und Nancye Wynne die Titelverteidiger. Im Mixed waren Nell Hopman und Harry Hopman die Titelverteidiger.

## Dameneinzel
| Nr. | Spielerin     | Erreichte Runde |
| --- | ------------- | --------------- |
| 01. | Dorothy Bundy | Sieg            |
| 02. | Nancye Wynne  | Halbfinale      |
| 03. | Thelma Coyne  | Viertelfinale   |
| 04. | Joan Hartigan | Viertelfinale   |

| Nr. | Spielerin         | Erreichte Runde |
| --- | ----------------- | --------------- |
| 05. | Dorothy Stevenson | Finale          |
| 06. | Nell Hopman       | Halbfinale      |
| 07. | Dorothy Workman   | Viertelfinale   |
| 08. | May Hardcastle    | Viertelfinale   |

## Damendoppel
| Nr. | Paarung                       | Erreichte Runde |
| --- | ----------------------------- | --------------- |
| 01. | Thelma Coyne Nancye Wynne     | Sieg            |
| 02. | Dorothy Bundy Dorothy Workman | Finale          |
| 03. | Joan Hartigan Emily Westacott | Halbfinale      |
| 04. | Nell Hopman Dorothy Stevenson | Viertelfinale   |